# 明星大学大学院理工学研究科・理工学部
明星大学大学院理工学研究科（めいせいだいがくだいがくいんりこうがくけんきゅうか、英称：Graduate School of Engineering）は、明星大学に設置される大学院研究科の一つである。
また、明星大学理工学部（めいせいだいがくりこうがくぶ、英称：Faculty of Engineering）は、明星大学に設置される理工学部である。

## 概略
明星大学理工学部は、1964年に明星大学の開学と同時に誕生した最初の学部である。その後、学科の改組をしていき、2010年には、理工学部6学科を集約し「総合理工学科」を開設、４つのコース制を作った。コースには、「物理学コース」，「化学・生命科学コース」，「機械工学コース」，「電気工学コース」という4つのコースがあり、学生は入試の時点でどのコースかを選んでいく。大学1年では、基礎数学、理工学で必要な幅広い基礎知識、実験技術を学んでいく。大学2年からは，各コースに分かれて専門的な講義がスタートし、学生の目的に合わせて複数の講義をまとめた「専門プログラム」など履修していく。大学3年の後半からは，学生は研究室に所属して、自分の関心のあるテーマについての卒業研究が始まる。
「専門プログラム」とは、複数の授業科目をパッケージにしたものであり、学生は自分の目指す分野を、その専門プラグラムから選択して、効率的に専門分野を深められるように組まれている。専門プログラムは次の16に分かれている。物理学コースの専門プログラムには「理論物理」、「半導体・物性物理」、「宇宙科学」、「地球環境」、「マテリアルサイエンス」、化学・生命科学コースの専門プログラムには「機能性材料」、「合成化学」、「環境と資源」、「分子生命科学」、「生態マネージメント」、機械工学コースの専門プログラムには「乗り物メカニクス」、「航空宇宙」、「ロボット・AI」、電気工学コースの専門プログラムには「エネルギー」、「制御工学」、「情報通信」がある。

## 沿革
- 1964年 - 明星大学の開学。理工学部（5学科）のみの1学部5学科体制でスタート。

- 1972年 - 大学院理工学研究科の設置。

- 1985年 - 物性研究センターを設置。

- 1992年 - 青梅校開設。4学部13学科2専修体制。情報学部（経営情報学科、電子情報学科）。

- 1998年 - 大学院情報学研究科の開設。

- 2005年 - 学部学科の改組。理工学部 機械工学科を機械システム工学科に名称変更、電気工学科・情報学部電子情報学科を集約し電気電子システム工学科を開設、土木工学科を移行し建築学科を開設、環境システム学科を開設。情報学部 経営情報学科・電子情報学科の情報分野を集約し、情報学科3コースを開設・日野校舎へ移動。

- 2010年 - 理工学部6学科を集約し「総合理工学科」を開設、6学系のコース制に移行。

- 2020年 - 理工学部総合理工学科から建築学系が分離独立し、建築学部建築学科を開設。総合理工学科は4コース制となる。

## 学部学科
理工学部
- 総合理工学科
  - 物理学コース
  - 化学・生命科学コース
  - 機械工学コース
  - 電気工学コース

## 大学院
理工学研究科（博士前期課程・博士後期課程）
- 物理学専攻

- 化学専攻

- 機械工学専攻

- 電気工学専攻

- 建築・建設工学専攻

- 環境システム学専攻

## 関連組織
- 連携研究センター

- 情報科学研究センター

## 交通アクセス
日野キャンパス（東京都日野市程久保2-1-1）
- 多摩都市モノレール「中央大学・明星大学駅」直結、徒歩1分。

- 京王線「多摩動物公園駅」から徒歩8分。